# Nestares
Nestares település Spanyolországban, La Rioja autonóm közösségben.  Lakosainak száma 85 fő (2024).

## Népesség
A település népessége az elmúlt években az alábbi módon változott:
| Lakosok száma | 73   | 87   | 81   | 79   | 79   | 78   | 93   | 84   | 87   | 85   |
|               | 2001 | 2004 | 2007 | 2009 | 2012 | 2014 | 2017 | 2019 | 2022 | 2024 |